# Junior Kelly
Junior Kelly, pseudonimo di Keith Morgan (Kingston, 23 settembre 1969), è un cantante giamaicano di Reggae.

## Discografia

### Album in studio
- Rise (2000), Charm
- Juvenile (2000), Jet Star
- Juvenile in Dub (2000), Jet Star
- Love So Nice (2001), VP
- Conscious Voice (2002), Penitentiary
- Bless (2003), Penitentiary
- Smile (2003), VP
- Creation (2004), Penitentiary
- Tough Life (2005), VP
- Red Pond (2010), VP
- Piece Of The Pie (2013), VP
- Urban Poet (2015), Irie Vibrations

### Live
- Live in San Francisco (2007), 2B1